# Будівництво 1001 і ВТТ
Будівництво 1001 і ВТТ — підрозділ системи виправно-трудових установ ГУЛАГ.
Час існування: організований 30 серпня 1941 року, закритий між 9 вересня 1942 і 28 січня 1943 року.
З 26 серпня 1941 до 26 січня 1942 року начальником будівництва був капітан ДБ Баламутов О. Д.

## Підпорядкування і дислокація
- ГУЛГТС (Головне управлінню таборів гідротехнічного будівництва) з 30 серпня 1941;
- ГУЛПС (промислового будівництва) — не пізніше 24 жовтня 1941 року.

Дислокація: Куйбишевська область, м. Сизрань

## Історія
1940 року Наркомнафтою СРСР був затверджений технічний проєкт Сизранського нафтопереробного заводу, який розроблявся спеціально для глибокої переробки сировини з високим вмістом сірки.
Нове підприємство отримало відомчий поштовий шифр «завод № 1001». При заводі № 1001 був організований окремий табірний пункт № 7 (ОЛП-7), що незабаром увійшов в структуру Управління особливого будівництва (УОС) НКВС СРСР. Здачу нового об'єкта в промислову експлуатацію намітили на 1943 рік.
Ув'язнені в основному були зайняті на перекладці нафтопроводу, будівництві ямних ємностей для зберігання нафти і мазуту і допоміжних споруд до них. Робочих рук на будівництві гостро не вистачало — в країні повним ходом йшла мобілізація населення до лав Червоної Армії. Тільки в перші два місяці війни з будівництва Сизранського НПЗ на фронт було відправлено близько 1800 осіб. У такій напруженій обстановці довелося істотно збільшити чисельність контингенту ОЛП-7. У заводському табірному пункті в цей час працювало до 3 тисяч ув'язнених, і лише в кінці 1942 року їхню кількість скоротили до 1200 осіб. За архівними даними, в зиму 1941—1942 років на цьому будівництві була найбільша смертність з усіх таборів, що входили в структуру УОС.
Перша пробна продукція заводу № 1001 (кілька цистерн з танковим дизельним паливом та авіаційним бензином) 22 липня 1942 року була відвантажена на Сталінградський фронт водним шляхом, оскільки будівництво залізничної лінії вздовж правого берега Волги (знаменита Волзька рокада) до того моменту ще не було завершено. Згідно з рішенням ДКО СРСР, наскрізний рух по цій сталевої магістралі на всьому її протязі (від станції Свиязьк навпроти Казані до станції Іловля, що за 80 кілометрів від Сталінграда) пропонувалося відкрити не пізніше 1 листопада 1942 року. До цієї ж дати прив'язали й остаточну здачу в експлуатацію першої черги Сизранського нафтопереробного заводу.
Попри неймовірно жорсткі навіть для воєнного часу темпи будівництва цього найважливішого підприємства, заводчанам вдалося майже неможливе. Випередивши урядовий графік більш ніж на два тижні, вони вже 16 жовтня 1942 року рапортували про запуск безперервного циклу виробництва танкового й авіаційного пального на Сизранському НПЗ.